# Marga Höffgen
Marga Anna Johanna Höffgen (* 26. April 1921 in Mülheim an der Ruhr, i.a.Q. fälschlicherweise auch:  Müllheim (Baden); † 7. Juli 1995 in Müllheim) war eine deutsche Altistin, die vor allen Dingen als Interpretin von Oratorien und Passionen (insbesondere von Johann Sebastian Bach) Berühmtheit erlangte und als Opernsängerin mit der Rolle der Erda aus Das Rheingold und Siegfried identifiziert wurde.

## Leben und Karriere
Nach dem Schulbesuch in ihrer Heimatstadt Mülheim an der Ruhr studierte Marga Höffgen an der Folkwang-Hochschule in Essen bei Anna Erler-Schnaudt, anschließend an der Hochschule für Musik Berlin bei Hermann Weißenborn und debütierte 1952 als Konzert-Altistin in Berlin in einer Aufführung der Matthäuspassion von Johann Sebastian Bach unter der Leitung von Wilhelm Furtwängler. Ein Jahr später feierte sie 1953 in Wien in einer Aufführung der gleichen Passion unter der Leitung von Herbert von Karajan mit den Wiener Philharmonikern wieder einen großen Erfolg. Damit begann ihre große Karriere als Oratorien- und Liedsängerin.
Sie gab Konzerte in ganz Europa und hatte namentlich bei den großen internationalen Festspielveranstaltungen in einem umfassenden Repertoire ihre Erfolge. Seit 1960 sang sie bei den Bayreuther Festspielen (1960–64 und 1967–75) sowie am Royal Opera House Covent Garden in London, an der Wiener Staatsoper und am Teatro Colón in Buenos Aires, und zwar u. a. immer wieder gern die Opern-Rolle der Erda in Richard Wagners Der Ring des Nibelungen. Bei den Festspielen von Bayreuth sang sie 1964 und 1967–75 auch die 1. Norn in der »Götterdämmerung«. Im Laufe ihrer glänzenden Karriere sang sie noch unter der Leitung von Karl Böhm, Eugen Jochum, Kurt Thomas, Günther Ramin, Karl Münchinger,  Karl Richter und Helmuth Rilling sowie den unten genannten Dirigenten.
Zu ihren weiteren Bühnenrollen gehörten die Filipjewna im »Eugen Onegin« von Tschaikowsky und die Arnalta in Monteverdis »Incoronazione di Poppea«.

## Familie
Verheiratet mit dem Dirigenten des Freiburger Bachchors Theodor Egel (1915–93), lebte sie in Müllheim (Baden). Die jüngste Tochter Barbara Egel-Nicolescu (Altistin) hatte ebenfalls eine erfolgreiche Karriere als Sängerin. Ihr Zwillingsbruder Thomas Egel-Goldschmidt ist Professor für Violine an der Musikhochschule Würzburg und arbeitet nebenberuflich als Maler und Bildhauer in seinem Atelier in Müllheim. Martin Egel, ein weiterer Sohn, wurde ebenfalls ein erfolgreicher Sänger. Der älteste Sohn Hanspeter Egel-Fischer war als Sänger, Regisseur und Dramaturg an diversen Theatern tätig und zuletzt als Chefdramaturg am Bremer Theater.

## Ehrungen
- 1976: Ernennung zur Kammersängerin durch die Landesregierung von Baden-Württemberg
- 1988: Verdienstkreuz 1. Klasse der Bundesrepublik Deutschland

## Diskografie

### Opern
- Die Meistersinger von Nürnberg – mit Rudolf Kempe, 1956
- Das Rheingold – mit Rudolf Kempe, 1960
- Siegfried – mit Georg Solti, 1962
- Die Zauberflöte – mit Otto Klemperer, 1964
- Der Evangelimann – mit Robert Heger, 1965
- Götterdämmerung – mit Karl Böhm, 1967

### Passionen, Oratorien, Messen
- Altpartie in J.S. Bach: Weihnachtsoratorium 1958. Dir.: Kurt Thomas (EMI).
- Missa Sanctae Ceciliae (Cäcilien-Messe, J. Haydn) mit Eugen Jochum, Chor-Orchester  Bayerischer Rundfunk 1959
- Johannes-Passion – mit Eugen Jochum, 1967
- Matthäus-Passion – mit Karl Münchinger, 1964
- Matthäus-Passion – mit Fritz Wunderlich, 1965
- Matthäus-Passion – mit Eugen Jochum, 1966
- Matthäus-Passion – mit Karl Richter, 1969
- Verdi-Requiem – mit Hans-Müller Kray, 1960
- Mozart Requiem – mit Rudolf Kempe, 1955
- h-Moll Messe – mit Herbert von Karajan, 1952
- h-Moll Messe – mit Karl Richter, 1969